# Jehanne d'Alcy
Charlotte Faës, dite Jehanne d'Alcy, née le 20 mars 1865 à Vaujours (Seine-et-Oise) et morte le 14 octobre 1956 à Versailles (Yvelines), est une actrice de théâtre et de cinéma française.
Elle est l'une des principales actrices des films de Georges Méliès, qu'elle a ensuite épousé.

## Biographie

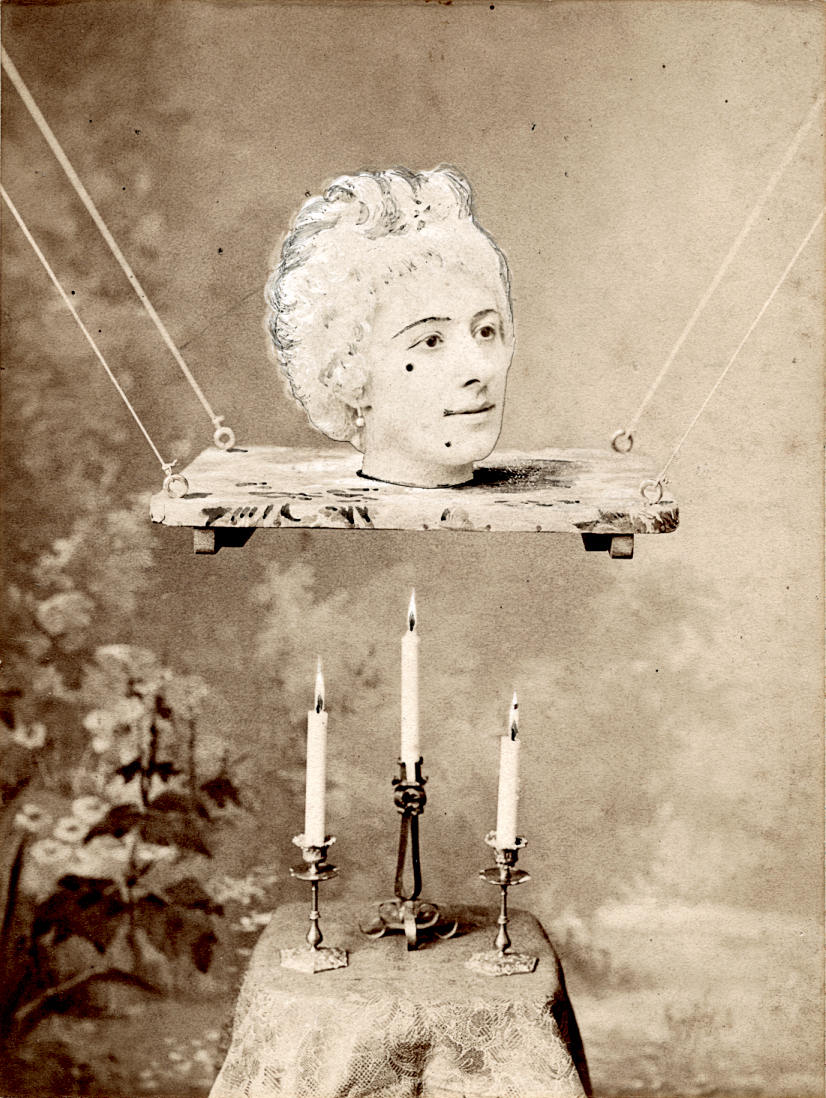
Tête de Jehanne d’Alcy dans le rôle de la marquise pour « La Source enchantée », saynète magique créée au théâtre Robert-Houdin. 1892.

Charlotte Lucie Marie Adèle Stéphanie Adrienne Faës naît le 20 mars 1865 à Vaujours, en Seine-et-Oise. Elle se marie une première fois, prenant alors le nom de Fanny Manieux, puis son mari meurt. En 1888, jeune veuve, elle s'installe à Paris et y rencontre Georges Méliès, alors directeur du théâtre Robert-Houdin, où elle commence sa carrière de comédienne . Agile et de petite taille, elle se prête aisément aux numéros d’escamotages, sous le pseudonyme de Jehanne d’Alcy. En 1892, elle joue le rôle de la marquise pour « La Source enchantée » de Georges Méliès.

### Cinéma
À partir de 1896, elle passe de la scène au plateau de tournage de Méliès qui se lance dans la cinématographie et la production avec Star Film, figurant dans nombre de ses titres jusqu’en 1904. À propos de cette évolution professionnelle, elle déclare avec humour « J'étais petite femme au Théâtre Robert-Houdin ; Georges est devenu propriétaire, il m'a prise avec l'inventaire... ».

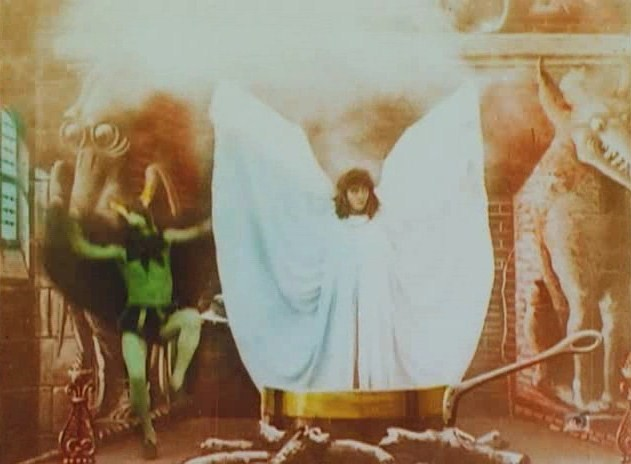
Jehanne d'Alcy aux côtés de Georges Méliès dans La Colonne de feu en 1899.

En 1896, elle est l'héroïne d' Escamotage d'une dame au théâtre Robert-Houdin. Puis, elle joue une princesse dans le premier film en couleurs Le Manoir du diable en 1897. Elle inaugure le style sensuel dans Après le bal, où elle se déshabille en ôtant successivement sa robe, son jupon, ses bas... aidée par sa femme de chambre et se détourne pour faire apparaître seulement son dos et ses jambes nues. Dans le contexte de l'époque, cette scène pouvait être perçue comme étant une provocation aux mœurs sociales.
Dans Cléopâtre, en 1899, elle devient la première actrice de l'histoire à incarner Cléopâtre VII au cinéma, ou plus précisément son fantôme qui surgit après une profanation de son tombeau,. Ce court métrage de deux minutes, longtemps considéré comme perdu, a été retrouvé en 2005.
Sa carrière d'actrice terminée, elle s'occupe de l'atelier des costumes au studio de Montreuil que dirige Méliés. Puis, le couple devient commerçant d'une boutique de jouets et de sucreries dans la gare de Paris-Montparnasse. Dans le contexte de la première guerre mondiale, Mélies est ruiné s'occupe avec sa compagne de la boutique.
En 1925, veuf depuis 1913, Georges Méliès l'épouse, officialisant ainsi une relation extra-conjugale. Elle prend alors le nom de Stéphanie Méliès. Malgré une situation précaire, le couple élève leur petite-fille Madeleine Malthête-Méliès issue du premier mariage de Georges Méliès. En 1932, le couple emménage dans un appartement qu'il occupe dans une maison mise à la disposition de vétérans du cinéma.
Après la mort de Méliès et après avoir survécu à la Seconde Guerre mondiale avec son fils André Méliès, elle se consacre à perpétuer la mémoire de feu son époux en collaboration avec Madeleine Malthête-Méliès. Elle déclare que son époux aimait le cinéma sans arrière-pensée commerciale.
En 1952, elle apparaît dans Le Grand Méliès, court métrage réalisé par Georges Franju en hommage au pionnier du cinéma.
Elle est enterrée au cimetière du Père-Lachaise (division 64) au côté de son époux Georges Méliès.

## Décorations
Jehanne d'Alcy est nommée dans l'ordre des Palmes académiques le 27 mars 1953 à Paris.

## Filmographie
Sauf précision contraire, les films suivants sont réalisés par Georges Méliès :
- 1896 : Escamotage d'une dame au théâtre Robert-Houdin : la femme escamotée
- 1896 : Le Manoir du diable
- 1897 : Faust et Marguerite
- 1897 : Après le bal : la femme
- 1898 : Pygmalion et Galathée
- 1898 : La Lune à un mètre : Phoebé, la bonne fée
- 1899 : La Colonne de feu (ou La Danse du feu) : Ayesha
- 1899 : Cendrillon : la fée marraine
- 1899 : Cléopâtre : le fantôme de Cléopâtre
- 1900 : Jeanne d'Arc
- 1900 : Nouvelles luttes extravagantes
- 1901 : Barbe-Bleue : l'épouse de Barbe-bleue
- 1902 : Le Voyage dans la Lune
- 1903 : L'Enchanteur Alcofrisbas
- 1952 : Le Grand Méliès de Georges Franju : elle-même

## Hommages
En 1952, Georges Franju rend hommage à Georges Méliès en réalisant Le Grand Méliès, dans lequel Jehanne d'Alcy joue son propre rôle.
Dans le film Hugo Cabret (2011) de Martin Scorsese, adapté du livre de Brian Selznick L'Invention de Hugo Cabret et qui est une adaptation libre de la vie de Georges Méliès, Helen McCrory incarne Jehanne d'Alcy. En 2019, dans le film Edmond réalisé par Alexis Michalik, il s'agit de l'actrice Lucie Boujenah qui prête ses traits à Jehanne d'Alcy.